# 高家菩萨殿
高家菩萨殿，位于山西省临汾市翼城县隆化镇大河口村高家自然村中断崖上，是一处翼城县文物保护单位。基础由毛石砌筑。
1987年8月20日，高家菩萨殿公布为翼城县文物保护单位，古建筑类，时代为清康熙五十三年（1714）。